# Џоел Грифитс
Џоел Мајкл Грифитс (енгл. Joel Michael Griffiths; 21. август 1979) бивши је аустралијски фудбалер.

## Репрезентација
За репрезентацију Аустралије дебитовао је 2005. године. За национални тим одиграо је 3 утакмице и постигао 1 гол.

## Статистика
| Аустралија | Аустралија | Аустралија |
| Год.       | Ута.       | Гол.       |
| ---------- | ---------- | ---------- |
| 2005       | 1          | 1          |
| 2006       | 1          | 0          |
| 2007       | 0          | 0          |
| 2008       | 1          | 0          |
| Укупно     | 3          | 1          |